# Absencja pracownicza
Absencja pracownicza (z łac. absentia „brak”) – usprawiedliwiona lub też nieusprawiedliwiona nieobecność w pracy. Powoduje ona zmniejszenie ilości czasu pracy. Podstawą nieobecności w pracy są urlopy oraz zwolnienia z tytułu choroby bądź opieki. Długość tej nieobecności jest unormowana przez przepisy prawne – kodeks pracy. Reguluje on zasady oraz wymiar nieobecności pracownika.
- Urlop wypoczynkowy – okres mający na celu regenerację sił pracownika
- Urlop bezpłatny – okres nieobecności w pracy gwarantujący pracownikowi zatrudnienie. Prawo do takiego urlopu przysługuje danemu pracownikowi za zgodą pracodawcy
- Urlop macierzyński – okres przysługujący kobiecie w związku z urodzeniem dziecka, przy czym część tego urlopu może być wybrana przed planowaną datą porodu
- Urlop wychowawczy – urlop taki przysługuje pracownikowi na opiekę nad dzieckiem
- Zwolnienie z tytułu opieki nad zdrowym dzieckiem w wymiarze 2 dni w roku
- Zwolnienie z tytułu choroby w przypadku choroby własnej lub dziecka do 14. roku życia